# 4e étape du Tour d'Espagne 2011
La 4e étape du Tour d'Espagne 2011 s'est déroulée le mardi 23 août 2011. Baza est la ville de départ et Sierra Nevada est le site d'arrivée. Il s'agit d'une étape de haute montagne sur 172 kilomètres. 
La victoire revient en solitaire à l'Espagnol Daniel Moreno (Katusha). Comme en 2008, le Français Sylvain Chavanel endosse le maillot rouge de leader. Chavanel devient le quatrième leader différent en quatre jours.

## Profil de l'étape
Première étape de montagne de cette édition, en pleine province de Grenade, elle culmine à 2 100 mètres et présente un col inédit de première catégorie dans la Sierra de los Filabres ainsi qu'un col de troisième catégorie, celui de Blancares.

## Classement de l'étape
|    | Coureur               | Pays        | Équipe             | Temps | Temps           |
| -- | --------------------- | ----------- | ------------------ | ----- | --------------- |
| 1  | Daniel Moreno         | Espagne     | Katusha            | en    | 4 h 51 min 53 s |
| 2  | Chris Anker Sørensen  | Danemark    | Saxo Bank-SunGard  | +     | 3 s             |
| 3  | Daniel Martin         | Irlande     | Garmin-Cervélo     |       | 11 s            |
| 4  | Joaquim Rodríguez     | Espagne     | Katusha            |       | 11 s            |
| 5  | Przemysław Niemiec    | Pologne     | Lampre-ISD         |       | 11 s            |
| 6  | Sergueï Lagoutine     | Ouzbékistan | Vacansoleil-DCM    |       | 11 s            |
| 7  | Jurgen Van den Broeck | Belgique    | Omega Pharma-Lotto |       | 11 s            |
| 8  | Wout Poels            | Pays-Bas    | Vacansoleil-DCM    |       | 11 s            |
| 9  | Michele Scarponi      | Italie      | Lampre-ISD         |       | 11 s            |
| 10 | Bauke Mollema         | Pays-Bas    | Rabobank           |       | 11 s            |

## Classement général
|    | Coureur             | Pays        | Équipe              |    | Temps           |
| -- | ------------------- | ----------- | ------------------- | -- | --------------- |
| 1  | Sylvain Chavanel    | France      | Quick Step          | en | 13 h 19 min 9 s |
| 2  | Daniel Moreno       | Espagne     | Katusha             | +  | 43 s            |
| 3  | Jakob Fuglsang      | Danemark    | Leopard-Trek        |    | 49 s            |
| 4  | Maxime Monfort      | Belgique    | Leopard-Trek        |    | 49 s            |
| 5  | Vincenzo Nibali     | Italie      | Liquigas-Cannondale |    | 53 s            |
| 6  | Kanstantsin Siutsou | Biélorussie | HTC-Highroad        |    | 58 s            |
| 7  | Fredrik Kessiakoff  | Suède       | Astana              |    | 59 s            |
| 8  | Sergio Pardilla     | Espagne     | Movistar            |    | 1 min 03 s      |
| 9  | Marzio Bruseghin    | Italie      | Movistar            |    | 1 min 03 s      |
| 10 | Kevin Seeldraeyers  | Belgique    | Quick Step          |    | 1 min 04 s      |

## Classements annexes

### Classement par points
|   | Cycliste         | Pays    | Équipe     | Points |
| - | ---------------- | ------- | ---------- | ------ |
| 1 | Pablo Lastras    | Espagne | Movistar   | 28     |
| 2 | Sylvain Chavanel | France  | Quick Step | 26     |
| 3 | Daniel Moreno    | Espagne | Katusha    | 25     |

### Classement du meilleur grimpeur
|   | Cycliste             | Pays     | Équipe            | Points |
| - | -------------------- | -------- | ----------------- | ------ |
| 1 | Daniel Moreno        | Espagne  | Katusha           | 20     |
| 2 | Chris Anker Sørensen | Danemark | Saxo Bank-SunGard | 15     |
| 3 | Koen de Kort         | Pays-Bas | Skil-Shimano      | 13     |

### Classement du combiné
|   | Cycliste         | Pays    | Équipe         | Points |
| - | ---------------- | ------- | -------------- | ------ |
| 1 | Daniel Moreno    | Espagne | Katusha        | 6      |
| 2 | Sylvain Chavanel | France  | Quick Step     | 15     |
| 3 | Daniel Martin    | Irlande | Garmin-Cervélo | 24     |

### Classement par équipes
|   | Équipe     | Pays       | Temps | Temps            |
| - | ---------- | ---------- | ----- | ---------------- |
| 1 | RadioShack | États-Unis | en    | 39 h 26 min 16 s |
| 2 | Rabobank   | Pays-Bas   | +     | 1 min 8 s        |
| 3 | Quick Step | Belgique   |       | 1 min 31 s       |

## Abandon
- Mark Cavendish (HTC-Highroad) : abandon